# تارانو
تارانو هي بلدية في مقاطعة ريتي في منطقة لاتيومالإيطالية ، وتقع على بعد حوالي 50 كيلومتر (31 ميل) شمال روما وحوالي 25 كيلومتر (16 ميل) غرب ريتي. في 31 كانون الأول/ ديسمبر2004 ، بلغ عدد سكانها 1296 نسمة ومساحتها 20.1 كيلومتر مربع (7.8 ميل2) . 
تحد تارانو على بلديات كوليفيكيو, فورانو, مونتيبونو, سيلسي, ستيميليانو, وتوري في سابينا.